# Terra senza donne (film 1929)
Terra senza donne (Das Land ohne Frauen) è un film del 1929, diretto da Carmine Gallone.

## Trama
Alla fine dell'Ottocento, in Australia, gli emigrati che vi sono giunti sono per la maggior parte partiti dalla Gran Bretagna in cerca di fortuna e dell'oro delle miniere. Ma, sono tutti uomini: nelle desolate lande australiane mancano le donne. Il governo di Londra, quindi, decide di inviare una nave carica di ragazze da marito, ognuna delle quali è già destinata a un uomo. Una delle donne, però, muore durante il viaggio. Gli ufficiali di marina, allora, giocano uno scherzo al predestinato, che ignora la morte di quella che doveva diventare sua moglie. Gli fanno credere, infatti, che la donna che gli spetta sia un'altra. La quale, ovviamente, è già stata assegnata a un altro uomo. Finirà in tragedia: l'uomo cercherà di vendicarsi, uccidendo un innocente e, di conseguenza, si suiciderà.

## Produzione
Il film fu prodotto dalla F.P.S.-Film GmbH.

## Distribuzione
Distribuito dalla Phoebus-Film AG e dalla Tobis-Filmverleih, il film uscì nelle sale cinematografiche tedesche il 30 settembre 1929. Negli Stati Uniti, fu distribuito dalla Tobis Forenfilms in una versione ridotta di 74 minuti con il titolo Bride 68: fu presentato a New York il 12 aprile 1930; in Giappone, il 1º settembre 1930 con il titolo Rokujuuhati ban no hanayome.